# Thomas Bold
Thomas Bold (* 28. Januar 1961 in Neuwirtshaus) ist ein deutscher Politiker (CSU) und seit 2002 Landrat des Landkreises Bad Kissingen.

## Leben
Bold wuchs in Neuwirtshaus auf. Er besuchte das Frobenius-Gymnasium Hammelburg und machte nach dem Abitur eine Ausbildung für den gehobenen Polizeivollzugsdienst, die er nach dem Studium an der Bayerischen Beamtenfachhochschule als Diplom-Verwaltungswirt (FH) erfolgreich abschloss. Bold bekleidete dann verschiedene Positionen im Polizeibereich in Eichstätt, Würzburg und Hammelburg.
Im Jahr 1996 wurde er zum Ersten Bürgermeister von Wartmannsroth gewählt. Seit dem 3. Mai 2002 ist Bold Landrat des Landkreises Bad Kissingen. Bei den Kommunalwahlen 2008, 2014 und 2020 erfolgte seine Wiederwahl.
Bold ist verheiratet und hat zwei Kinder.
2013 wurde er gemeinsam mit Thomas Habermann mit der Bayerischen Staatsmedaille für besondere Verdienste um die Umwelt ausgezeichnet. 2025 wurde ihm der Bayerische Verdienstorden verliehen.

## Ehrenämter
Bold ist unter anderem Vorsitzender folgender Organisationen:
- Bayerische Musikakademie Hammelburg
- Carl-von-Heß Stiftung Hammelburg
- Verein „Freunde des Fränkischen Theaters Schloß Maßbach“
- Verein „Netzwerk Forst und Holz Unterfranken“
- Vorsitzender des Tourismusverband Franken[3]